# El perdó (pel·lícula de 2000)
El perdó (originalment en anglès, The Claim) és una pel·lícula romàntica i de western del 2000, dirigida per Michael Winterbottom i protagonitzada per Peter Mullan, Wes Bentley, Sarah Polley, Nastassja Kinski i Milla Jovovich. El guió de Frank Cottrell Boyce està basat en la novel·la de 1886 L'alcalde de Casterbridge de Thomas Hardy. La banda sonora original està composta per Michael Nyman. La pel·lícula va tenir un mal rendiment a la taquilla i va ser rebuda com una pel·lícula mediocre per la crítica. Ha estat doblada al català.

## Sinopsi
A Califòrnia, en l'època de la febre de l'or, Daniel Dillon és el rei de la petita localitat de Kingdom Come. Daniel és amo del banc, de la mina d'or i de l'hotel, i és l'amant de la dona que regenta el bordell. Però la posició de Daniel es veu amenaçada quan dues dones, mare i filla, arriben a Kingdom Come.

## Repartiment
- Peter Mullan com a Daniel Dillon
- Milla Jovovich com a Lucia
- Wes Bentley com a Donald Dalglish
- Nastassja Kinski com a Elena Dillon/Burn
- Sarah Polley com a Hope Dillon/Burn
- Julian Richings com a Frank Bellanger
- Shirley Henderson com a Annie
- Sean McGinley com a Sweetley
- Tom McCamus com a Burn
- Karolina Muller com a la jove Elena
- Barry Ward com al jove Dillon
- Duncan Frcom aier com a Crocker